# کاظم‌آباد پنجشنبه
کاظم‌آباد پنجشنبه روستایی در دهستان تبادکان بخش مرکزی شهرستان مشهد استان خراسان رضوی ایران است.

## جمعیت
بر پایه سرشماری عمومی نفوس و مسکن در سال ۱۳۹۵ جمعیت این روستا ۳٬۱۰۲ نفر (۸۷۴خانوار) بوده‌است.